# Кастеллина-ин-Кьянти
Кастеллина-ин-Кьянти (итал. Castellina in Chianti) — коммуна в Италии, располагается в регионе Тоскана, в провинции Сиена.
Население составляет 2851 человек (2008 г.), плотность населения составляет 29 чел./км². Занимает площадь 99 км². Почтовый индекс — 53011. Телефонный код — 0577.
Покровителем коммуны почитается святой Фавст, празднование 18 сентября.

## Демография
Динамика населения:

## Администрация коммуны
- Официальный сайт: http://www.comune.castellina.si.it Архивная копия от 30 июня 2018 на Wayback Machine